# Anel (dedo do pé)

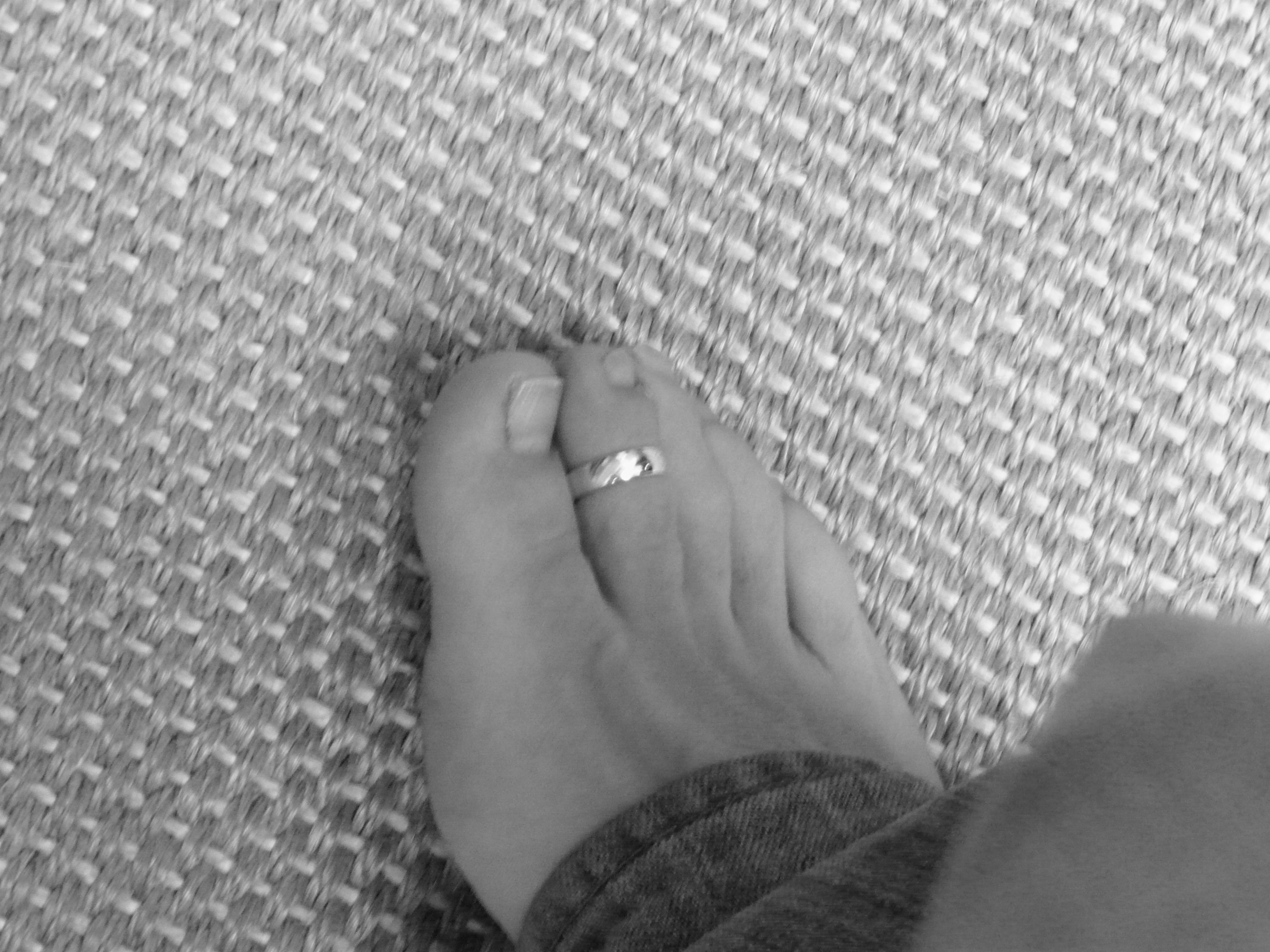
Um anel de dedo do pé

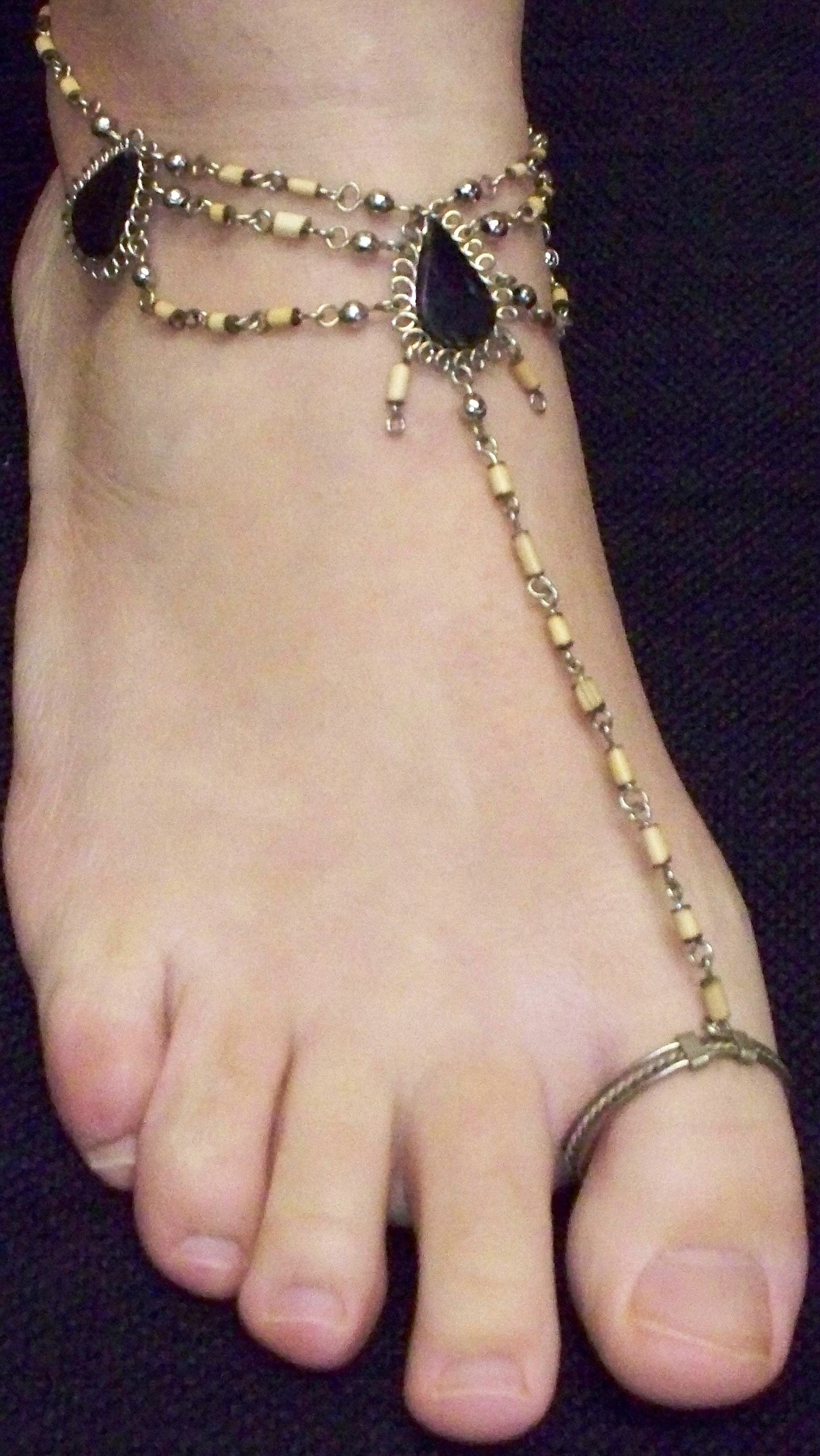
Um anel de dedo do pé com tornozeleira

Um anel de dedo do pé é um anel feito de vários metais ou não metais e usado em qualquer um dos dedos do pé. 

## Anéis de dedo do pé na Índia
Anéis de dedo do pé são comuns na Índia, especialmente como símbolo do estado de casado das mulheres hindus. São chamados bichiya na hindi, jodavi (जोडवी) em marata, mettelu (మెట్టెలు) em telugo e metti (மெட்டி) em tâmil. São geralmente feitos de prata e usados nos dois pés. Tradicionalmente são bastante ornamentados. Alguns conjuntos podem ter pares em quatro dos cinco dedos, com exclusão do dedo mínimo.